# Ембера-Воунаан
Ембера-Воунаан (Ембер-Ваунан; ісп. Emberá-Wounaan) - локальне управління народів чоко (комарка, ісп. comarca, comarca indígena) на сході Панами. Було створено наказом № 22 від 8 листопада 1983 на території округів Чепігана і Піногана провінції Дар'єн. Адміністративний центр - Уніон-Чоко (Union Choco). Згідно з переписом 2010 року в Ембер-Воунаан проживає 10 001 чоловік. Територія цього управління становить 4398 км².

## Населення
Основне населення управління складають індіанці племінного об'єднання чоко (Ембер-воунаан), що говорять на мовах південний емберá, північний емберá і ваунана (ноанама), що відносяться до чокоанської сім'ї.

## Дистрикти
Управління розділено на 2 дистрикти:
- Кемако (Cémaco) включає Уніон-Чоко (столица), Лахас-Бланкас і Мануель-Ортега.
- Самбу (Sambú) включає громади (corregimientos) Ріо-Саба (столиця) і Хінґурудо.

| Панама | Це незавершена стаття з географії Панами. Ви можете допомогти проєкту, виправивши або дописавши її. |